# Westlake Village
Westlake Village är en stad (city) i Los Angeles County, i delstaten Kalifornien, USA, vid gränsen till Ventura County. Enligt United States Census Bureau har staden en folkmängd på 8 329 invånare (2011) och en landarea på 13,4 km².
Den västra delen av Westlake Village ingår i staden Thousand Oaks, Ventura County.